# Пардеса, Мигель
Миге́ль Парде́са Пича́рдо (исп. Miguel Pardeza Pichardo; род. 8 февраля 1965, Ла-Пальма-дель-Кондадо, Андалусия) — испанский футболист, выступал на позиции нападающего. По завершении игровой карьеры — спортивный функционер.
В качестве игрока прежде всего известен выступлениями за клуб «Реал Сарагоса», а также национальную сборную Испании. Чемпион Испании, двукратный обладатель кубка Испании и обладатель кубка Кубков УЕФА.

## Карьера

### Клубная
Родился 8 февраля 1965 года в городе Ла-Пальма-дель-Кондадо. Воспитанник футбольной школы клуба «Реал Мадрид».
В профессиональном футболе дебютировал в 1982 году выступлениями за клуб «Реал Мадрид Кастилья», в котором провел три сезона, приняв участие 36 матчах чемпионата.
В течение 1984—1987 годов защищал цвета «Реала». В составе «Реала» завоевал титул чемпиона Испании.
В 1985 году перешёл в «Сарагосу». Сыграл за клуб из Сарагосы следующие двенадцать сезонов своей игровой карьеры. Большинство времени, проведенного в составе сарагосского «Реала», был основным игроком атакующей звена команды. В составе «Сарагосы» стал двукратным обладателем кубка Испании и кубка Кубков УЕФА
Завершил профессиональную игровую карьеру в клубе «Пуэбла», за которую выступал в течение 1997—1998 годов.

### Международная
В течение 1986—1988 годов привлекался в состав молодёжной сборной Испании. На молодёжном уровне сыграл в 5 официальных матчах.
В 1989 году дебютировал в официальных матчах в составе национальной сборной Испании. В составе сборной был участником чемпионата мира 1990 года в Италии.

## Достижения
«Реал Мадрид»
- Чемпион Испании: 1986/87

«Реал Сарагоса»
- Обладатель Кубка Испании (2): 1985/86, 1993/94
- Победитель Кубка обладателей кубков УЕФА: 1994/95